# João Santos Cardoso
Dom João Santos Cardoso (Boa Nova, 3 de dezembro de 1961) é um bispo católico brasileiro. Foi bispo das dioceses de São Raimundo Nonato e Bom Jesus da Lapa, atualmente é o arcebispo de Natal.

## Biografia
Nasceu no dia 3 de dezembro de 1961 no município de Dário Meira, filho de João Francisco Cardoso e Maria Ferreira dos Santos. O ciclo inicial de sua formação ocorreu na cidade natal. Concluiu o bacharelado em filosofia no Seminário Maior do Nordeste de Minas em Teófilo Otoni e concluiu o bacharelado em teologia no Instituto de Ilhéus. Concluiu a licenciatura em filosofia no Centro Universitário da Assunção em São Paulo e o mestrado e doutorado em filosofia na Pontifícia Universidade Gregoriana, em Roma.

## Sacerdócio
Foi Coordenador Geral de Pastorais do Vicariato São Lucas e da Arquidiocese de Vitória da Conquista; foi diretor acadêmico e professor do Instituto de Filosofia da Arquidiocese de Vitória da Conquista, anexo ao Seminário Arquidiocesano Nossa Senhora das Vitórias e também foi representante do Clero junto ao Conselho de Formadores da Arquidiocese.
No Mundo da Cultura, foi professor de filosofia, com doutorado na área pela Pontifícia Universidade Gregoriana em Roma. Ministrou aulas na Universidade Estadual do Sudoeste da Bahia (UESB), onde também dirigiu o Programa de Formação de Professores da Educação Básica e coordenou o Núcleo de Estudos e Pesquisas Sobre Violência e Poder na Contemporaneidade (NUVIP).
Além de tudo isto, foi um importante interlocutor em Vitória da Conquista e Região dos temas sociais e humanos em defesa da vida e dos princípios de sociabilidade, fraternidade e solidariedade humana.

## Episcopado
Foi nomeado pelo Papa Bento XVI como bispo de São Raimundo Nonato no dia 14 de dezembro de 2011, tomando posse em 17 de março de 2012. Como lema episcopal escolheu a frase latina “In Eo Qui Me Confortat” (Naquele que me fortalece), que demonstra a atitude de fé e obediência, de plena confiança e entrega do Bispo ao Senhor na certeza de que Nele se encontra a força e a graça para desenvolver sua missão.
Em 24 de junho de 2015, o Papa Francisco nomeou-o como bispo da Diocese de Bom Jesus da Lapa, transferindo-o da sede episcopal de São Raimundo Nonato.
Em 05 de julho de 2023, o Papa Francisco nomeou-o como Arcebispo Metropolitano de Natal, transferindo-o da sede episcopal de Bom Jesus da Lapa. Foi empossado em 07 de outubro de 2023 em missa realizada na Catedral Metropolitana de Natal. 